# Campaña de Noruega
La Campaña de Noruega durante la Segunda Guerra Mundial, en primavera de 1940, llevó a la primera confrontación directa entre las fuerzas militares de los Aliados (el Reino Unido, la Francia de la Tercera República) contra la Alemania nazi.
La razón primaria de esta etapa del conflicto fue la ocupación alemana de Noruega, debida a la dependencia de Berlín del mineral de hierro sueco, proveniente del puerto noruego de Narvik, para sostener los esfuerzos de la guerra. Al mismo tiempo fue invadida Dinamarca, de esta forma se aseguraban las pistas de aterrizaje para la invasión de Noruega.
La batalla fue decisivamente ganada por Alemania, aunque le consumió recursos que, según algunos especialistas, podrían haber sido mejor usados en el frente oriental.

## Antecedentes
En la primavera de 1939, los aliados empezaron a considerar a Escandinavia como un eventual teatro de operaciones, sin embargo la creencia de que la Segunda Guerra sería como la Primera los desanimó en la intención de abrir ellos el frente en Escandinavia primero. Dándose cuenta de que Alemania dependía en gran manera del hierro de Suecia, los ingleses decidieron establecer un bloqueo, que indirectamente debilitaría a Alemania. Gran parte del producto de las minas era embarcado desde Narvik, por lo que siempre se consideró a este puerto del norte de Noruega como fundamental para lograr un bloqueo exitoso.
Al estallar la Guerra de Invierno, Inglaterra decidió enviar ayuda a Finlandia. Los ingleses pensaban desembarcar tropas en Narvik, y de allí cruzar convenientemente el distrito minero de Suecia hasta llegar a Finlandia. Sin embargo la negativa de Noruega y Suecia de apoyar la propuesta retrasó el plan. Este plan se vino abajo finalmente cuando Finlandia firmó un armisticio con la Unión Soviética en marzo de 1940 y la Guerra de Invierno acabó.
El 11 de diciembre de 1939, Hitler se entrevistó con Vidkun Quisling, un político noruego de tendencias fascistas, quien le aseguró que la invasión de Inglaterra era inminente y que el gobierno noruego apoyaba en secreto una ocupación alemana con el objetivo de defenderse de la ocupación británica. Quisling también aseguró tener el poder para relajar la vigilancia costera de su país, así como de ciertas bases claves. Tres días después, Hitler ordenó al Alto Mando Alemán que empezara a elaborar el posible plan de ocupación de Noruega. El 18 de diciembre Hitler se reunió de nuevo con Quisling, pero esta vez se dio cuenta de que este había mentido, dándose más importancia de la que realmente tenía en Noruega, por lo que abandonó momentáneamente cualquier plan de ocupación y descartó a Quisling como una figura colaboracionista confiable.
Todo esto cambió cuando el 16 de febrero de 1940 ocurrió el llamado Incidente del Altmark. Ese día, un buque de transporte alemán "Altmark", con 303 prisioneros de guerra británicos, fue avistado por la tripulación del destructor británico "HMS Cossack" en aguas neutrales noruegas. El "Altmark", un buque no combatiente y por ende protegido por la ley internacional, buscó refugio en un fiordo noruego, pero fue perseguido y atacado por el buque británico, muriendo siete marineros alemanes en el combate.
Esta acción abrió un debate en Inglaterra, acerca de cómo actuar sobre Noruega, ya que parecía incapaz de proteger su territorio. Más veloz fue la reacción alemana, ya que Hitler se convenció de que era cuestión de tiempo que el Reino Unido violara la neutralidad noruega, e intentara ocupar el país para luego invadir Suecia, también neutral. El 21 de febrero, el general Nikolaus von Falkenhorst recibió la orden de planear la invasión de Noruega, a la que poco después se añadió la invasión de Dinamarca.

## Operación Weserübung
El objetivo de la operación Weserübung era la ocupación de Noruega, siendo transportadas la mayoría de las tropas alemanas en buques de transporte, aunque tropas aerotransportadas ocuparían posiciones estratégicas durante el asalto.